# Метрополен град Генуа
Метрополен град Генуа (на италиански: Città Metropolitana di Genova) е една от 4-те провинции на регион Лигурия, Северна Италия. Той е на 11-о място по население и по площ сред 14-те италиански метрополни града.
От 1 януари 2015 г. Метрополен град Генуа е наследник на Провинция Генуа. Това е постановено чрез Закон №56 от 7 април 2014 г. – Закон на Делрио, който определя 10-те метрополни града в регионите с обикновен статут, чиито територии съвпадат с тези на предходните провинции.
Площта му е 1833,79 км², а с населението му е 835 829 души, сред които 76 505 чужди граждани, вкл. и 518 български (към 31 декември 2019 г.). Включва 67 общини и негов административен център е град Генуа.

## Административно деление
Провинцията се състои от 67 общини:
- Генуа – с най-голямо население, площ и гъстота на населението
- Авеньо
- Аренцано
- Баргали
- Боляско
- Борцонаска
- Бузала
- Валбревена
- Вобия
- Горето – най-рядко населен
- Даваня
- Дзоали
- Изола дел Кантоне
- Казарца Лигуре
- Казела
- Камоли
- Кампо Лигуре
- Кампомороне
- Караско
- Кастильоне Киаварезе
- Киавари
- Коголето – с най-ниска надм. височина
- Когорно
- Кореля Лигуре
- Крочефиески
- Лаваня
- Лейви
- Лорсика
- Лумарцо
- Мазоне
- Меле
- Мецанего
- Минянего
- Моконези
- Монеля – с най-ниска надм. височина
- Монтебруно
- Монтоджо
- Не
- Нейроне
- Ореро
- Пиеве Лигуре
- Портофино – с най-малка площ
- Пропата
- Рапало
- Реко
- Рецоальо
- Ровеньо
- Ронданина – с най-малко население
- Ронко Скривия
- Росильоне
- Савиньоне
- Сан Коломбано Чертеноли
- Сант'Олчезе
- Санта Маргерита Лигуре
- Санто Стефано д'Авето – с най-висока надм. височина
- Сера Рико
- Сестри Леванте
- Сори
- Тилието
- Ториля
- Трибоня
- Ушо
- Фаша
- Фавале ди Малваро
- Фонтанигорда
- Черанези
- Чиканя